# Trận chiến sông Stugna
Trận chiến sông Stugna (tiếng Ukraina: Битва на річці Стугні, tiếng Nga: Битва на реке Стугне) là trận chiến ngày 26 tháng 5 năm 1093 giữa các công tước của Rus Kiev (Svyatopolk II của Kiev, Vladimir Vsevolodovich Monomakh của Chernigov) và bộ lạc du mục người Cuman (người gốc Turk) trên sông Stugna (Stuhna trong tiếng Ukraina). Các lực lượng của Rus Kiev cuối cùng bị thất bại.
Người Cuman cướp bóc lãnh thổ của Rus ngay sau cái chết của Vsevolod I của Kiev nhằm tìm kiếm hòa bình với đại công tước mới, Sviatopolk II. Tuy nhiên, Sviatopolk đã tống giam các sứ thần Cuman và người Cuman đem quân tấn công Kiev. Đối mặt với lực lượng đối phương khoảng 8.000 người, Sviatopolk kêu gọi sự giúp đỡ của Vladimir Monomakh, công tước Chernigov. Monomakh đã tới cùng với quân đội của mình và đem theo người em trai của mình là Rostislav, công tước Pereyaslav.

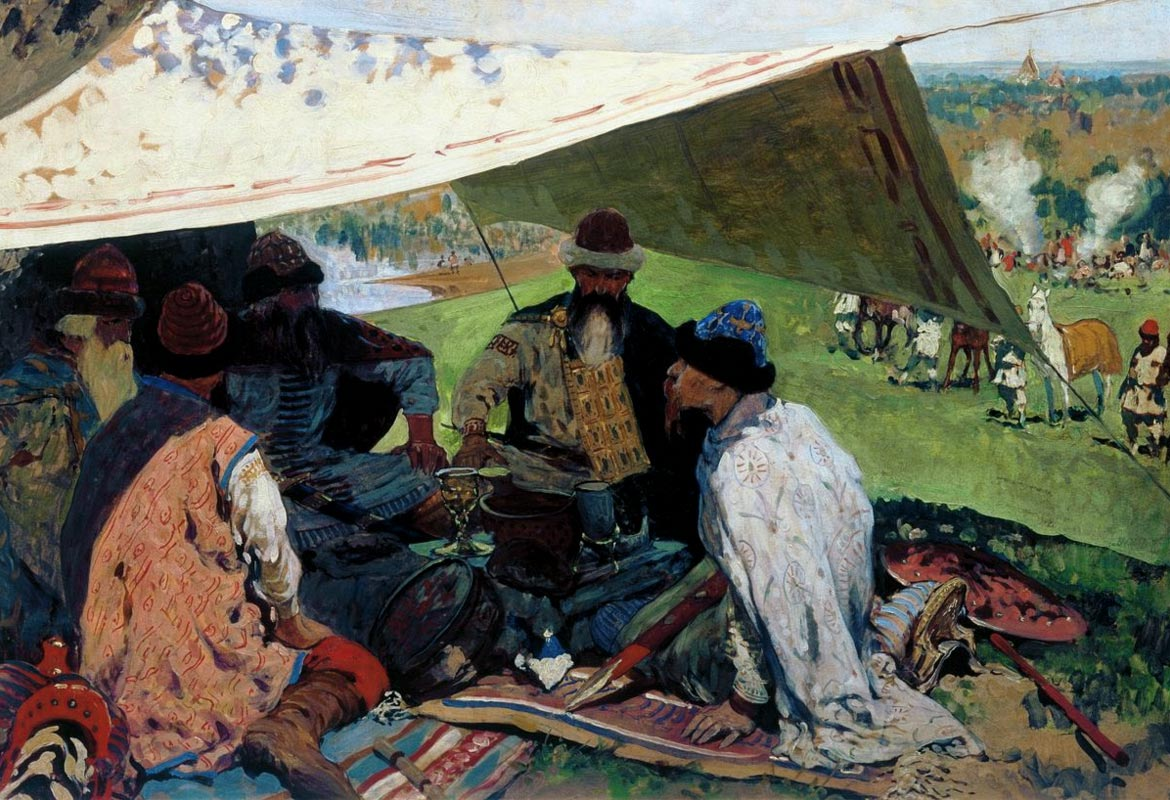
Các công tước Rus bàn bạc kế sách chống lại người Cuman

Monomakh thì muốn hòa bình với người Cuman trong khi Sviatopolk lại muốn chiến tranh. Tuy nhiên, liên minh chống lại người Cuman cuối cùng đã đạt được do Sviatopolk là đại công tước Kiev khi đó và Sviatopolk tha cho các sứ thần của người Cuman. Đội quân của ba công tước hợp lại với nhau và dự định tiến tới Trepol. Tiến tới sông Stugna thì các công tước vẫn không ngã ngũ, vì thế họ lại dừng lại để thương nghị. Người Cuman cũng tiến tới bờ sông Stugna. Monomakh (vợ ông là người Cuman), tiếp tục yêu cầu nên duy trì hòa bình, nhưng quân đội Kiev lại muốn chiến trận. Họ vượt qua sông và giao chiến với người Cuman trong thung lũng tại khu vực thành lũy bảo vệ Trepol. Svyatapolk ở bên phải, Rostislav ở giữa còn Vladimir ở bên trái.
Người Cuman tấn công vào quân của Sviatapolk trước và sau trận chiến đẫm máu thì đội quân của Sviatapolk bỏ chạy. Sau đó thì cánh quân của Vladimir Monomakh cũng bị đánh tan và quân đội Kiev phải rút lui. Sviatapolk lui vào Trepol, nhưng Rostislav và Monomakh lại định vượt qua sông Stugna. Rostislav, với bộ giáp sắt nặng nề đã chết đuối. Monomakh rút lui tới Chernigov còn Sviatapolk thì rút lui về Kiev vào ban đêm.
Kiev-Pechersky Paterick miêu tả cái chết của Rostislav là do tính kiêu căng, ngạo mạn của ông. Người ta nói rằng ông đã từ chối vào nhà thờ để cầu nguyện cho kết quả trận chiến. Cái chết của vị công tước trẻ cũng được nhắc tới trong Câu chuyện về cuộc hành binh Igor:
Không giống như thế là sông Stugna - được phú cho một dòng sông nhỏ, vì thế được nuôi bằng những con suối nhỏ và dòng chảy khác, nó giằng một chàng thanh niên, công tước Rostislav, giữa các rừng cây bụi, giam hãm chàng. Trên bờ sông Dnepr tối tăm, mẹ của Rostislav khóc cho chàng trai trẻ. Tiều tụy vì buồn đau là những bông hoa với lời chia buồn, và cây cối rạp mình xuống đất với niềm thương tiếc.